# GYSEV Ma 4–5
A GYSEV Ma 4–5 pályaszámú motorkocsik a Győr–Sopron–Ebenfurti Vasút dízel-mechanikus vontató-motorkocsijai, egyben a vasúttársaság első négytengelyes motorkocsijai voltak. Összesen 2 darab épült a típusból a  Ganz és Társánál.

## Története
A Győr–Sopron–Ebenfurti Vasútnál a Sopron és Győr között gyorsvonatként közlekedő Ganz gyártású M 1–2 pályaszámú sínautóbuszok az 1930-as évek közepére már nem feleltek meg a követelményeknek. A vasút szándékában állt továbbá Sopron és Budapest között gyorsmotorkocsi-járat indítása is. Ezen feladatok lebonyolítására a Ganz 2 db négytengelyes, a MÁV Camot 315–316 pályaszámú motorkocsijaihoz hasonló, de annál valamivel kisebb és könnyebb, egy gépiberendezéssel ellátott vontató motorkocsi szállítását ajánlotta, melyek 1-1 db négytengelyes személykocsi továbbítására is alkalmasak. A GYSEV anyagi helyzete 1934-ben csak egy ilyen négytengelyes motorkocsi beszerzését tette lehetővé (egy kéttengelyes motorkocsi vásárlása mellett). A járművet a Ganz 1935-ben adta át a GYSEV részére, ahol az az Ma 4 pályaszámot kapta. A motorkocsi Sopron és Győr között gyorsvonatként közlekedett. A tervezett Sopron és Budapest közötti közvetlen járat beindítása érdekében a vasút 1936-ban egy második, közel azonos négytengelyes motorkocsit is rendelt, melyet 1937-ben vehetett át és az Ma 5 pályaszámon vett állagba. A közvetlen budapesti járat végül anyagi okokból nem jött létre, ezért mindkét motorkocsi Sopron és Győr között járt. A motorkocsik jelölése a pályaszámok változatlansága mellett 1937. decemberétől BCamot 4–5-re változott. A második világháborút követően, amikor a Sopron és Győr között közlekedő gyorsvonatok ülőhelyeinek számát növelni kellett és emiatt gőzmozdonyvontatású vonatokkal bonyolították le a forgalmat, a BCamot 4–5 pályaszámú motorkocsik Sopron–Ebenfurt és Sopron–Celldömölk között is közlekedtek. A motorkocsik jelölése az új osztályjelölések bevezetésével 1956-ban ismét változott, ABamot 4–5-re. Az ABamot 4 pályaszámú motorkocsiba a győri Wilhelm Pieck Vagon- és Gépgyár 1961-ben kísérletképpen egy 300 LE (221 kW) névleges teljesítményű, 1650 min-1 fordulatszámú 12 JH 13,5/17 típusú, padló alatti dízelmotort és UVA-SRM DS1 típusú hidromechanikus hajtóművet épített. A két motorkocsi a Győr–Sopron–Ebenfurti Vasút vonalain 1970-ig közlekedett, ezt követően a MÁV-tól átvett ABb motorkocsik és Rába-Balaton motorvonatok üzembe állításával nélkülözhetővé váltak és 1972-ben selejtezték.